# Muntel/Vliert
Muntel/Vliert is een stadsdeel van de gemeente 's-Hertogenbosch, in de Nederlandse provincie Noord-Brabant.  Het stadsdeel bestaat uit de wijken De Muntel, De Vliert en de wijk Orthenpoort. Het gebied telt 7.130 inwoners (2023).
De wijken waren een van de eerste uitbreidingen van 's-Hertogenbosch. De grond waarop de wijken zijn gebouwd, lag een stuk lager dan de Binnenstad en moest opgehoogd worden. Zo is De Muntel gebouwd op het zand dat werd gewonnen uit de IJzeren Vrouw.